# Sebastian Dadler

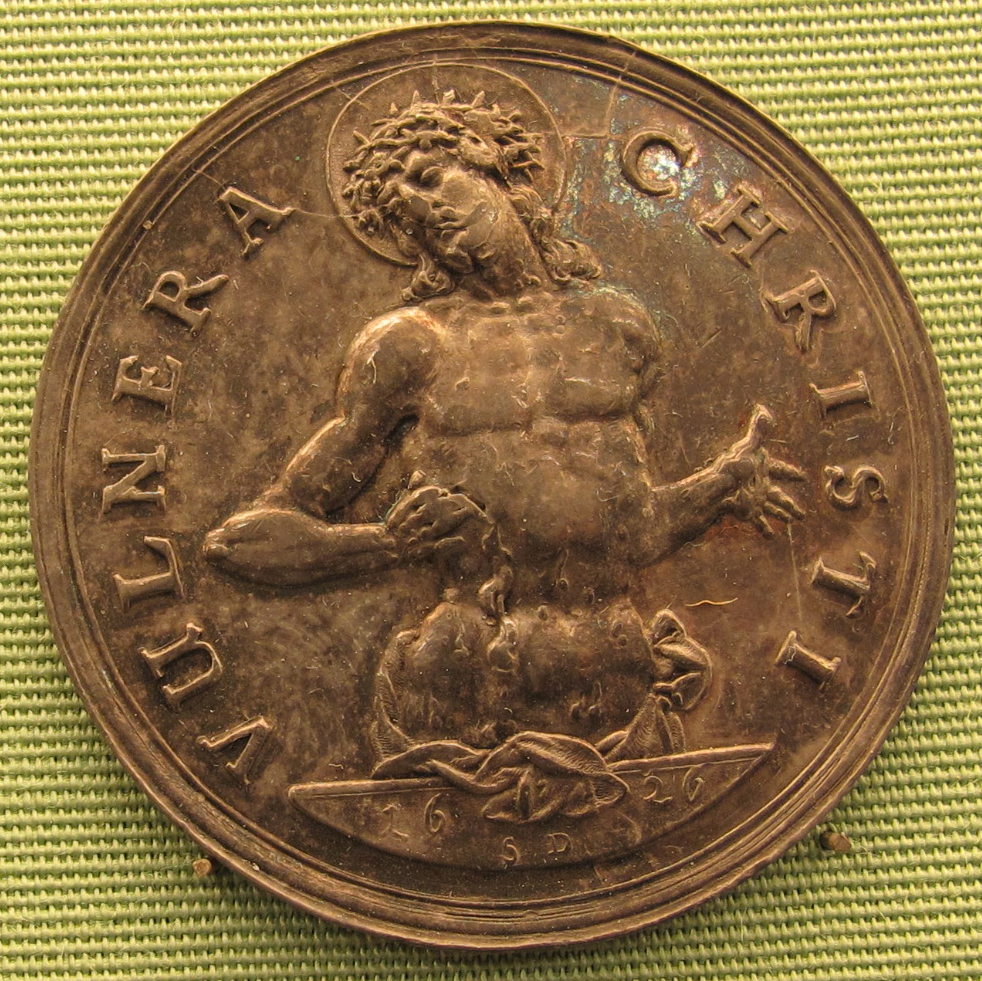
Smärtomannen, medalj från 1626.

Sebastian Dadler, född den 6 mars 1586 i Strassburg, död den 6 juli 1657 i Hamburg, var en tysk medaljgravör.
Dadler, som var verksam i flera tyska städer, var en av sin tids mest betydande konsthantverkare. Bland hans arbeten märks medaljer präglade över slaget vid Lützen (med Gustav II Adolfs lik) och Westfaliska freden. Dadler är representerad vid bland annat Nationalmuseum.